# René Román
René Román Hinojo (ur. 15 grudnia 1983 w El Bosque) – hiszpański piłkarz występujący na pozycji bramkarza w Atlético Baleares.